# Louise Griffiths
Louise Griffiths (nascida em 31 de julho de 1978) é uma cantora de música pop, compositora, modelo e atriz inglesa.
Natural de Hertfordshire, Louise é filha de um taxista que reside em Londres. Louise toca saxofone e, em 2003, foi competidora do reality show Fame Academy, da BBC.[carece de fontes?]
Em 2006, Louise estreou no cinema interpretando o papel de Melissa no filme de terror The Devil's Chair, com direção de Adam Mason. Coestrelas incluíam Elize du Toit, Gary Mackay e Matt Berry.
Em abril de 2008, Louise reservou seu primeiro papel principal no longa de humor negro The Revenant, diante de David Anders, Jacy King e Chris Wylde.
Louise também trabalhou ao lado de Malcolm McDowell e Holly Valance para o jogo eletrônico Command & Conquer: Red Alert 3 em 2009, interpretando a comandante Lydia Winters.[carece de fontes?]
No início de 2010, Louise teve papel regular na popular série da MTV, Warren the Ape.